# 오오모리 마호
오오모리 마호(일본어: 大盛 真歩, 1999년 12월 5일 ~ )는 일본의 여성 아이돌 그룹 AKB48의 멤버이다. 이바라키현 출신.